# Ramię Krywania
Ramię Krywania (słow. Rameno Kriváňa, węg. Kriván-váll, niem. Ochsenhorn/Krummhorn Schulter) – wznoszący się na 2395 m n.p.m. garb w południowo-wschodniej grani Krywania, zwanej główną granią odnogi Krywania w słowackich Tatrach Wysokich. Od Krywania (2494 m) oddziela go płytka Przehyba Ramienia, w południowo-wschodnim kierunku postrzępiona grań opada do przełęczy Szpara (2176). Ramię Krywania wznosi się nad trzema dolinami: Ważecką, Niewcyrką i Krywańskim Korytem. Jest zwornikiem dla bocznej Krywańskiej Grani oddzielającej dolinę Niewcyrkę od Krywańskiego Koryta. W grani tej najbliżej znajduje się Turnia nad Korytem, oddzielona Przełączką nad Korytem.
Dla turystów Ramię Krywania jest niedostępne. Także taternikom wspinaczka w całym rejonie Krywania, została przez TANAP zabroniona.